# Rovné (Rimavská Sobota)
Rovné (bis 1927 slowakisch auch „Rovnô“; ungarisch Rónapatak) ist eine Gemeinde in der südlichen Mittelslowakei mit 106 Einwohnern (Stand 31. Dezember 2024), die im Okres Rimavská Sobota, einem Kreis des Banskobystrický kraj, liegt und zur traditionellen Landschaft Gemer gehört.

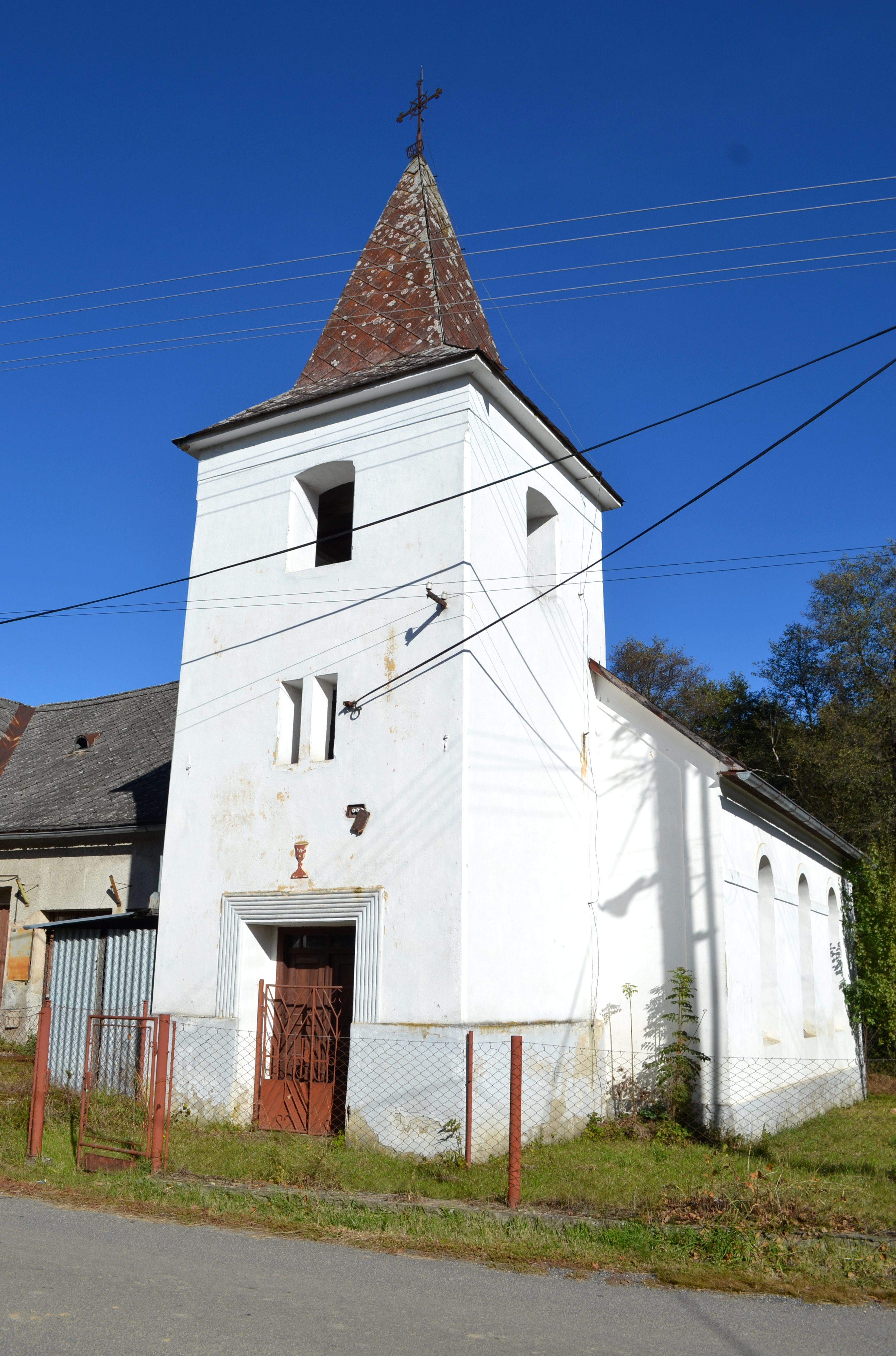
Evangelische Kirche

## Geographie
Die Gemeinde befindet sich im Bergland Revúcka vrchovina innerhalb des Slowakischen Erzgebirges, am Oberlauf des Blh im Einzugsgebiet der Rimava. Das Ortszentrum liegt auf einer Höhe von 370 m n.m. und ist 14 Kilometer von Hnúšťa sowie 30 Kilometer von Rimavská Sobota entfernt (jeweils Straßenentfernung).
Zur Gemeinde gehört auch der 1960 eingemeindete Ort Ratkovská Zdychava (ungarisch Balogér – bis 1907 Ratkózdichava).
Nachbargemeinden sind Ploské im Norden, Ratkovská Suchá im Osten, Potok im Süden, Poproč im Westen sowie Hnúšta (Stadtteil Polom) und Krokava im Nordwesten.

## Geschichte
Rovné wurde zum ersten Mal 1413 als Rownapathak schriftlich erwähnt. Das Dorf war zuerst Besitz der Familie Derencsényi, die hier im Jahr 1427 12 Porta besaß, ab dem 17. Jahrhundert lag es im Herrschaftsgebiet der Burg Muráň. In der Zeit der Türkenkriege kam es zu einem Bevölkerungsrückgang. 1773 wohnten hier 27 leibeigene Bauern- und acht Untermieterfamilien, 1828 zählte man 45 Häuser und 392 Einwohner. Ende des 19. Jahrhunderts nahm ein Magnesitbergwerk den Betrieb auf. Während des Ersten Weltkriegs wurden hier Kriegsgefangene eingesetzt, nach dem Kriegsende stagnierte der Betrieb, um nach dem Zweiten Weltkrieg wieder in großem Maße reaktiviert zu werden. Heute ist es stillgelegt.
Bis 1918/19 gehörte der im Komitat Gemer und Kleinhont liegende Ort zum Königreich Ungarn und kam danach zur Tschechoslowakei beziehungsweise heute Slowakei. Nach dem Ersten Weltkrieg waren die Einwohner als Landwirte und Waldarbeiter tätig.

## Bevölkerung
| Jahr                | 1994 | 2004     | 2014     | 2024     |
| ------------------- | ---- | -------- | -------- | -------- |
| Anzahl der Personen | 189  | 165      | 131      | 106      |
| Unterschied         |      | −12,69 % | −20,60 % | −19,08 % |

| Jahr                | 2023 | 2024    |
| ------------------- | ---- | ------- |
| Anzahl der Personen | 107  | 106     |
| Unterschied         |      | −0,93 % |

Gemäß der Volkszählung 2011 wohnten in Rovné 137 Einwohner, davon 130 Slowaken, drei Roma sowie jeweils ein Magyare und Russine. Ein Einwohner gab eine andere Ethnie an und ein Einwohner machte keine Angabe zur Ethnie.
55 Einwohner bekannten sich zur Evangelischen Kirche A. B., 24 Einwohner zur römisch-katholischen Kirche und ein Einwohner zu den Baptisten. 45 Einwohner waren konfessionslos und bei 12 Einwohnern wurde die Konfession nicht ermittelt.

## Baudenkmäler
- evangelische Kirche im klassizistischen Stil aus dem Jahr 1832, mit dem Turm aus dem Jahr 1914[7]
- evangelische Kirche im klassizistischen Stil aus dem Jahr 1841 im Ortsteil Ratkovská Zdychava, das Schiff wurde 1926 erhöht[8]
- Glockenturm aus dem späten 18. Jahrhundert